# ظفرمراد عبدالرحمتوف
ظفرمراد عبدالرحمتوف (انگلیسی: Zafarmurod Abdurakhmatov؛ زادهٔ ۲۸ آوریل ۲۰۰۳) بازیکن فوتبال است.
وی همچنین در تیم ملی فوتبال زیر ۲۳ سال ازبکستان بازی کرده‌است.